# Calamaria leucogaster
Calamaria leucogaster är en ormart som beskrevs av Bleeker 1860. Calamaria leucogaster ingår i släktet Calamaria och familjen snokar. IUCN kategoriserar arten globalt som livskraftig. Inga underarter finns listade.
Arten förekommer på södra Malackahalvön, Borneo, östra Sumatra och kanske på mindre öar i regionen. Honor lägger ägg.